# Elaeocarpus pierrei
Elaeocarpus pierrei là một loài thực vật có hoa trong họ Côm. Loài này được Koord. & Valeton mô tả khoa học đầu tiên năm 1900.